# Стародарошки рејон
Стародарошки рејон (блр. Старадарожскі раён; рус. Стародоро́жский райо́н) је административна јединица другог нивоа у јужном делу Минске области у Републици Белорусији. Административни центар рејона је град Стари Дароги.

## Географија
Стародарошки рејон обухвата територију површине 1.370,38 км² и на 18. је месту по величини у Минској области. Граничи се са Љубањским, Пухавицким и Слуцким рејонима Минске области те са Глуским и Асиповичким рејонима Могиљовске области.
Најважнији водотоци су реке Ареса и Птич.

## Историја
Рејон је основан 17. јула 1924. године.

## Демографија
Према резултатима пописа из 2009. на подручју Стародарошког рејона стално је било насељено 21.937 становника или у просеку 16,01 ст./км². Од тога броја око половина живи у граду Стари Дароги.
Основу популације чине Белоруси (92,95%), Руси (4,82%) и Украјинци (1,1%).

## Саобраћај
Кроз рејон пролази неколико важних саобраћајних праваца попут железнице Барановичи—Асиповичи, друмова Москва—Бабрујск—Слуцк—Ивацевичи, Асиповичи—Барановичи, Стари Дароги—Марина Горка.